# تيموثي كارهارت
تيموثي كارهارت (بالإنجليزية: Timothy Carhart)‏ مواليد 24 ديسمبر 1953 في واشنطن العاصمة، هو ممثل أمريكي بدأ مسيرته الفنية سنة 1970.

## الأعمال
- صائدو الأشباح
- الشاهد
- الفتاة العاملة
- صيد أكتوبر الأحمر
- ثيلما ولويز
- ريد روك ويست
- شرطي بيفرلي هيلز 3
- الملفات الغامضة
- سلاح الجو واحد
- سي اس آي: التحقيق في موقع الجريمة

## روابط خارجية
- تيموثي كارهارت على موقع IMDb (الإنجليزية)
- تيموثي كارهارت على موقع ألو سيني (الفرنسية)
- تيموثي كارهارت على موقع أول موفي (الإنجليزية)
- تيموثي كارهارت على موقع قاعدة بيانات برودواي على الإنترنت (الإنجليزية)
- تيموثي كارهارت على موقع قاعدة بيانات الأفلام السويدية (السويدية)
- تيموثي كارهارت على موقع إن إن دي بي (الإنجليزية)
- تيموثي كارهارت على موقع قاعدة بيانات الفيلم (الإنجليزية)
- تيموثي كارهارت على موقع كينوبويسك (الروسية)